# Далхунден
Далхунден (фр. Dalhunden) насеље је и општина у источној Француској у региону Алзас, у департману Доња Рајна која припада префектури Хагенау.
По подацима из 2011. године у општини је живело 1005 становника, а густина насељености је износила 134,9 становника/km². Општина се простире на површини од 7,45 km². Налази се на средњој надморској висини од 121 метар (максималној 125 m, а минималној 118 m).

## Демографија
| 1962. | 1968. | 1975. | 1982. | 1990. | 1999. | 2011. |
| ----- | ----- | ----- | ----- | ----- | ----- | ----- |
| 677   | 691   | 823   | 846   | 867   | 874   | 1.005 |

График промене броја становника у току последњих година